# 500 miles d'Indianapolis 2000

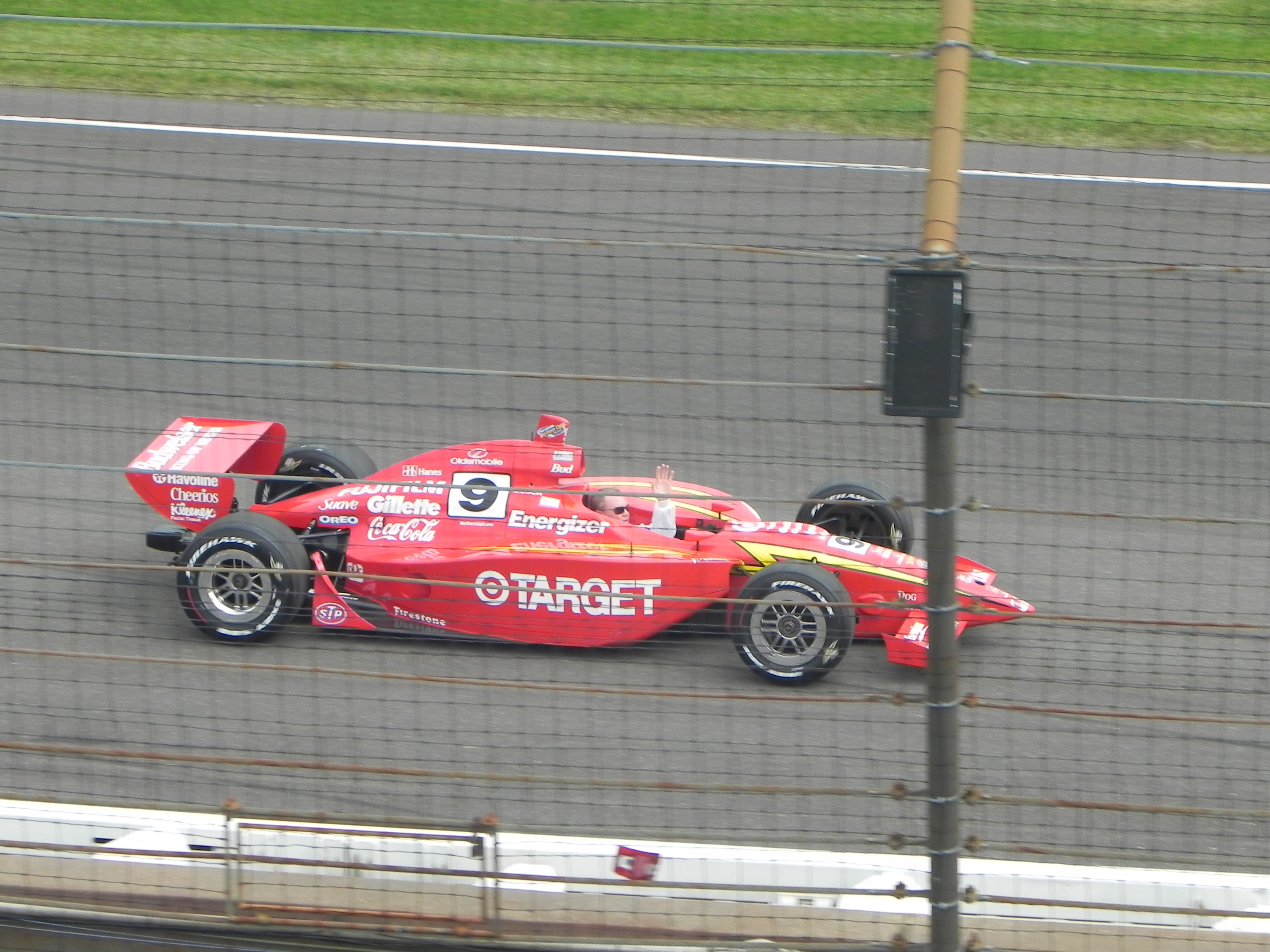
La G-Force-Aurora de Juan Pablo Montoya, victorieuse de l'édition 2000 des 500 miles d'Indianapolis, en démonstration sur l'ovale d'indianapolis en 2011.

Les 500 miles d'Indianapolis 2000, disputés le 28 mai 2000 sur l'Indianapolis Motor Speedway, ont été remportés par le pilote colombien Juan Pablo Montoya sur une G-Force-Aurora de l'écurie Chip Ganassi Racing.

## Grille de départ
| Ligne | Intérieur      | Milieu             | Extérieur       |
| 1     | Greg Ray       | Juan Pablo Montoya | Eliseo Salazar  |
| 2     | Robby Gordon   | Scott Sharp        | Jeff Ward       |
| 3     | Jimmy Vasser   | Stan Wattles       | Robbie Buhl     |
| 4     | Eddie Cheever  | Mark Dismore       | Robby McGehee   |
| 5     | Scott Goodyear | Sam Hornish Jr.    | Donnie Beechler |
| 6     | Buddy Lazier   | Jason Leffler      | Al Unser Jr.    |
| 7     | Sarah Fisher   | Stéphan Grégoire   | Airton Daré     |
| 8     | Buzz Calkins   | Richie Hearn       | Raul Boesel     |
| 9     | Jimmy Kite     | Jaques Lazier      | Steve Knapp     |
| 10    | Davey Hamilton | Jeret Schroeder    | Johnny Unser    |
| 11    | Billy Boat     | Lyn St. James      | Andy Hillenburg |

La pole a été réalisée par Greg Ray à la moyenne de 359,642 km/h. Il s'agit également du chrono le plus rapide des qualifications.

## Classement final
| no | Pilote                 | Voiture          | Tours | Temps/Abandon       |
| 1  | Juan Pablo Montoya (R) | G-Force-Aurora   | 200   | 2 h 58 min 59 s 431 |
| 2  | Buddy Lazier           | Dallara-Aurora   | 200   |                     |
| 3  | Eliseo Salazar         | G-Force-Aurora   | 200   |                     |
| 4  | Jeff Ward              | G-Force-Aurora   | 200   |                     |
| 5  | Eddie Cheever          | Dallara-Infiniti | 200   |                     |
| 6  | Robby Gordon           | Dallara-Aurora   | 200   |                     |
| 7  | Jimmy Vasser           | G-Force-Aurora   | 199   |                     |
| 8  | Stéphan Grégoire       | G-Force-Aurora   | 199   |                     |
| 9  | Scott Goodyear         | Dallara-Aurora   | 199   |                     |
| 10 | Scott Sharp            | Dallara-Aurora   | 198   |                     |
| 11 | Mark Dismore           | Dallara-Aurora   | 198   |                     |
| 12 | Donnie Beechler        | Dallara-Aurora   | 198   |                     |
| 13 | Jaques Lazier (R)      | G-Force-Aurora   | 198   |                     |
| 14 | Jeret Shroeder         | Dallara-Aurora   | 198   |                     |
| 15 | Billy Boat             | G-Force-Aurora   | 198   |                     |
| 16 | Raul Boesel            | G-Force-Aurora   | 197   |                     |
| 17 | Jason leffler (R)      | G-Force-Aurora   | 197   |                     |
| 18 | Buzz Calkins           | Dallara-Aurora   | 194   |                     |
| 19 | Steve Knapp            | G-Force-Infiniti | 193   |                     |
| 20 | Davey Hamilton         | G-Force-Aurora   | 188   |                     |
| 21 | Robby McGehee          | G-Force-Aurora   | 187   |                     |
| 22 | Johnny Unser           | G-Force-Aurora   | 186   |                     |
| 23 | Stan Wattles           | Dallara-Aurora   | 172   | moteur              |
| 24 | Sam Hornish Jr. (R)    | Dallara-Aurora   | 153   | accident            |
| 25 | Airton Dare (R)        | G-Force-Aurora   | 126   | moteur              |
| 26 | Robbie Buhl            | G-Force-Aurora   | 99    | moteur              |
| 27 | Richie Hearn           | Dallara-Aurora   | 97    | électricité         |
| 28 | Andy Hillenburg (R)    | Dallara-Aurora   | 91    | roulement de roue   |
| 29 | Al Unser Jr.           | G-Force-Aurora   | 89    | surchauffe moteur   |
| 30 | Jimmy Kite             | G-Force-Aurora   | 74    | moteur              |
| 31 | Sarah Fisher (R)       | Dallara-Aurora   | 71    | accident            |
| 32 | Lyn St. James          | G-Force-Aurora   | 69    | accident            |
| 33 | Greg Ray               | Dallara-Aurora   | 67    | accident            |

Un (R) indique que le pilote était éligible au trophée du "Rookie of the Year" (meilleur débutant de l'année), attribué à Juan Pablo Montoya.